# 維金鎮區 (明尼蘇達州馬歇爾縣)
維金鎮區（英語：Viking Township）是位於美國明尼蘇達州馬歇爾縣的一個行政鎮區。

## 地方資料
維金鎮區的面積為116.70平方千米，皆為陸地。根據2020年美國人口普查的數據，當地共有人口175人，而人口密度為每平方千米1.5人。